# Jim Farley
James Duncan "Jim" Farley, Jr., född 10 juni 1962, är en argentinskfödd amerikansk företagsledare som är president och VD för den amerikanska multinationella fordonstillverkaren Ford Motor Company sedan den 1 oktober 2020.
Han avlade en kandidatexamen i nationalekonomi och datavetenskap vid Georgetown University och en master of business administration vid University of California, Los Angeles. Farley inledde sin yrkeskarriär 1990 med att få chefsjobb hos Toyota med ansvarsområden i USA och Europa. Under sin tid hos Toyota var han i ledande befattning för lanseringen av bilmärket Scion samt var i ledningsgruppen för ett annat bilmärke i Lexus. År 2007 bytte Farley arbetsgivare och började arbeta på Ford med ansvarsområden i Kanada, Mexiko och Sydamerika. Han fick senare ledande befattning för bilmärket Lincoln och var med om att lansera bilen Lincoln MKC samt lansera hela Lincoln-bilmärket i Kina. Han blev senare också Fords globala marknadschef. År 2016 gick Farley vidare i sin karriär och tog över hela Ford Europe (Ford of Europe Gmbh) och hade då ansvarsområden för Afrika, Europa och Mellanöstern. Mellan 2017 och 2019 var han styrelseordförande och VD för dotterbolaget. Året efter blev han först COO och sen president och VD för hela Fordkoncernen. I april 2021 meddelade motorcykeltillverkaren Harley Davidson, Inc. att man hade utsett Farley som ny ledamot för deras koncernstyrelse.
Han är kusin till skådespelarna Chris Farley och Kevin P. Farley.